# امیتی (مین)
اِمیتی، مِین (به انگلیسی: Amity, Maine) یک منطقهٔ مسکونی در ایالات متحدهٔ آمریکا است که در ایالت مین واقع شده‌است.

## خصوصیات
امیتی ۱۰۸٫۰۵ کیلومتر مربع مساحت و ۲۳۸ نفر جمعیت دارد و ۲۰۲ متر بالاتر از سطح دریا واقع شده‌است.